# Metamorpha stelenes
Metamorpha stelenes är en fjärilsart som beskrevs av Carl von Linné 1758. Metamorpha stelenes ingår i släktet Metamorpha och familjen praktfjärilar. Inga underarter finns listade i Catalogue of Life.